# Grajal de Campos
Grajal de Campos – gmina w Hiszpanii, w prowincji León, w Kastylii i León, o powierzchni 25,37 km². W 2011 roku gmina liczyła 238 mieszkańców.